# Phalonidia acutana
Phalonidia acutana is een vlinder uit de familie bladrollers (Tortricidae). De wetenschappelijke naam is voor het eerst geldig gepubliceerd in 1913 door Kennel.
De soort komt voor in Europa.